# エレオノーラ・エルネスティーナ・フォン・ダウン
ポンバル侯爵夫人エレオノーラ・エルネスティーナ・フォン・ダウン（ドイツ語: Eleonora Ernestina von Daun、1721年11月2日 - 1789年1月3日）は、初代ポンバル侯爵セバスティアン・ジョゼ・デ・カルヴァーリョ・イ・メロの2度目の妻。

## 生涯
オーストリアのウィーンで、ハインリヒ・ライヒハルト・ロレンツ・フォン・ダウン伯爵（Heinrich Reichard Lorenz von Daun、1673年 - 1729年）とマリア・ジョゼファ・フィオランテ・フォン・ポイムント・ウント・パイヤースベルク（1691年 - 1758年）の娘として生まれた。
1745年、セバスティアン・ジョゼ・デ・カルヴァーリョ・イ・メロと出会った。彼は当時ポルトガルの外交官としてウィーンに滞在、マリア・テレジアと教皇ベネディクトゥス14世の紛争を仲介していた。2人は同年12月に結婚したが、カルヴァーリョ・イ・メロはオーストリアの風土が自身の健康に悪いと感じ、ゲラルド・ファン・スウィーテン医師の助言を容れて辞任、1749年末にエレオノーラを連れてリスボンに帰った。カルヴァーリョ・イ・メロは1759年にオエイラス伯爵に叙され、1769年にポンバル侯爵に叙された。
ポンバル侯爵夫人は侯爵の死から7年後に67歳でリスボンのルア・フォルモサ（現ルア・デ・オ・セクロRua de O Século）で死去し、ノッサ・セニョーラ・ダス・メルセッス教会に埋葬された。